# Isabel Mestres
Isabel Mestres est une actrice espagnole née le 10 décembre 1947 à El Masnou (Province de Barcelone).

## Filmographie
- 1974 : La Regenta
- 1974 : Le Massacre des morts-vivants (Non si deve profanare il sonno dei morti)
- 1976 : Volvoreta : Luisa
- 1976 : Más allá del deseo : Pilar
- 1976 : El Libro del buen amor II
- 1977 : L'Anachorète (El anacoreta)
- 1977 : Marián : Marian
- 1977 : Adiós Alicia : Alicia (young)
- 1977 : Parranda
- 1977 : Jésus de Nazareth (feuilleton TV) : Salomé
- 1977 : Elisa, mon amour (Elisa, vida mía)
- 1978 : Salomé : Salomé
- 1978 : Jugando a papás
- 1978 : El Hombre que yo quiero
- 1978 : Una Historia
- 1978 : China 9, Liberty 37 (Amore, piombo e furore) : Barbara
- 1978 : El Hombre que supo amar
- 1978 : Nunca en horas de clase : Celia
- 1978 : Serenata a la claror de la lluna
- 1979 : Salut i força al canut
- 1979 : Perros callejeros II : Mari Carmen
- 1980 : Los Últimos golpes de 'El Torete' : Begoña
- 1980 : Cervantes (feuilleton TV)
- 1980 : Cuentos eróticos : (segment "La vida cotidiana")
- 1980 : La Fille à la culotte d'or (La muchacha de las bragas de oro) : Soledad
- 1980 : Dos
- 1980 : Gary Cooper, qui es aux cieux (Gary Cooper, que estás en los cielos)
- 1981 : Los gozos y las sombras (feuilleton TV) : Inés Aldán
- 1981 : Demasiado para Gálvez : La chica
- 1982 : Doux moments du passé (Dulces horas) : Marta
- 1982 : Don Baldomero y su gente (série TV)
- 1982 : De película (série TV) : Hostess (1982-1987)
- 1983 : Truhanes : Marta
- 1983 : Asalto al Banco Central
- 1983 : Los Desastres de la guerra (feuilleton TV)
- 1983 : El Arreglo : Maricruz
- 1985 : Café, coca y puro
- 1985 : Caso cerrado : Teresa
- 1986 : Futuro perfecto
- 1987 : Visperas (feuilleton TV)
- 1990 : Honeymoon Academy : Isabella
- 1996 : Lejos de África : Marina
- 1996 : Mor, vida meva : Clara Soteras